# Dicerogastra
Dicerogastra är ett släkte av fjärilar. Dicerogastra ingår i familjen nattflyn.
Kladogram enligt Catalogue of Life:
| Dicerogastra | \| \| Dicerogastra furvilinea \| \| \| \| \| \| Dicerogastra ikondae \| \| \| \| \| \| Dicerogastra madecassa \| \| \| \| \| \| Dicerogastra proleuca \| \| \| \| |
|              | \| \| Dicerogastra furvilinea \| \| \| \| \| \| Dicerogastra ikondae \| \| \| \| \| \| Dicerogastra madecassa \| \| \| \| \| \| Dicerogastra proleuca \| \| \| \| |
|              | Dicerogastra furvilinea |
|              | |
|              | Dicerogastra ikondae |
|              | |
|              | Dicerogastra madecassa |
|              | |
|              | Dicerogastra proleuca |
|              | |